# Tadao Takashima
Tadao Takashima (japanisch 高島 忠夫, Takashima Tadao; * 27. Juli 1930 im Landkreis Muko (heute: Kōbe), Präfektur Hyōgo, Japan; † 26. Juni 2019) war ein japanischer Schauspieler.
Tadao Takashima spielte in diversen Kaijū-Filmen mit wie Die Rückkehr des King Kong (1962) oder in der Rolle des Dr. Kusumi in Frankensteins Monster jagen Godzillas Sohn (1967).
Takashima war mit der Schauspielerin Hanayo Sumi verheiratet. Ihre Söhne Masahiro Takashima und Masanobu Takashima sind ebenfalls Schauspieler.

## Filmografie (Auswahl)
- 1962: Die Rückkehr des King Kong
- 1963: U 2000 – Tauchfahrt des Grauens
- 1965: Frankenstein – Der Schrecken mit dem Affengesicht
- 1967: Frankensteins Monster jagen Godzillas Sohn
- 1993: Godzilla gegen MechaGodzilla II